# بازی زندگی (فیلم)
بازی زندگی (به هندی: Khel) فیلمی محصول سال ۱۹۹۲ و به کارگردانی راکیش روشن است. در این فیلم بازیگرانی همچون آنیل کاپور، مادهوری دیکشیت، سونو والیا، انوپم کهیر، مالا سینها، پریم چوپرا ایفای نقش کرده‌اند.